# Брати Маркс

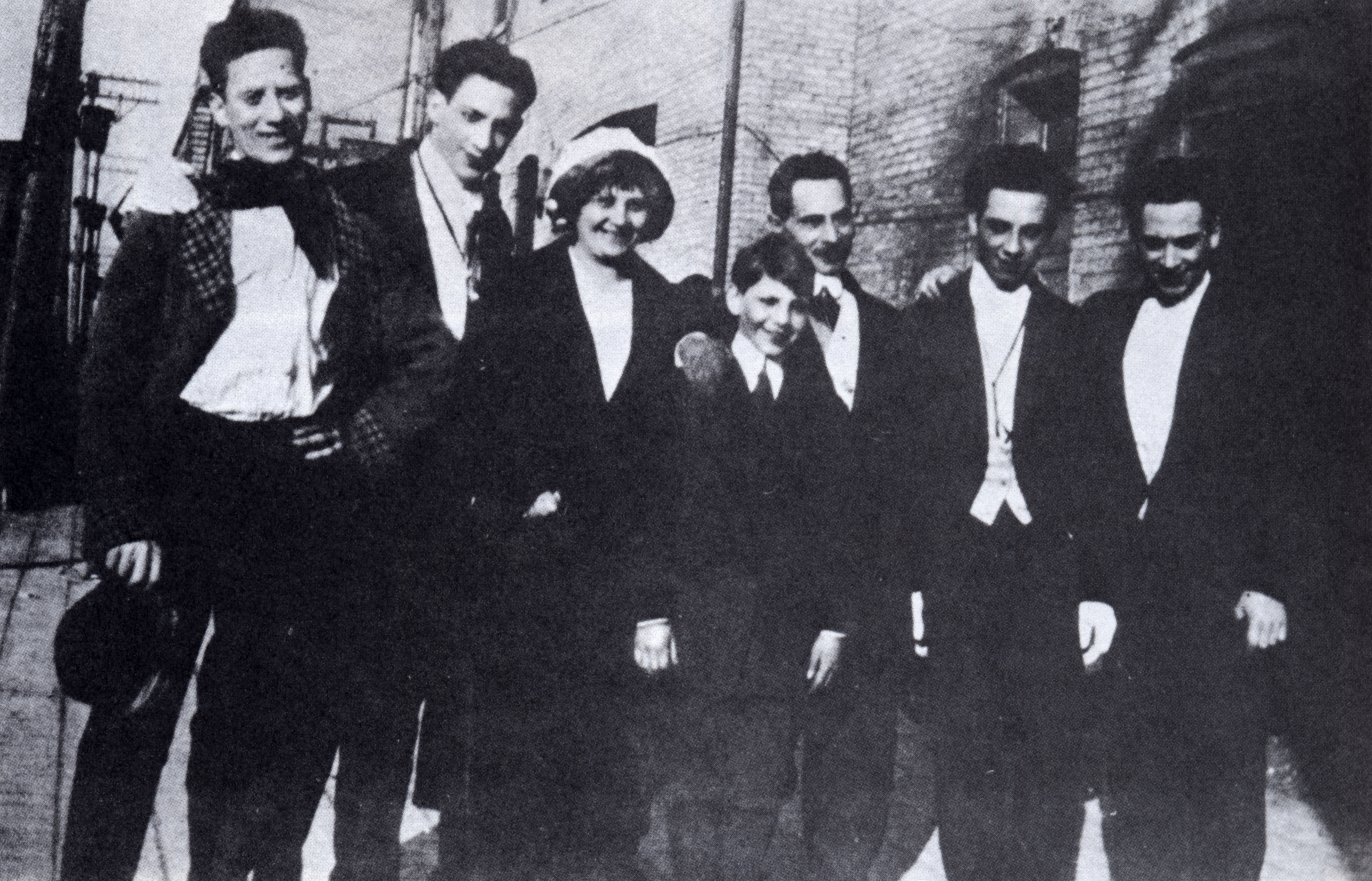
Молоді брати Маркс з батьками

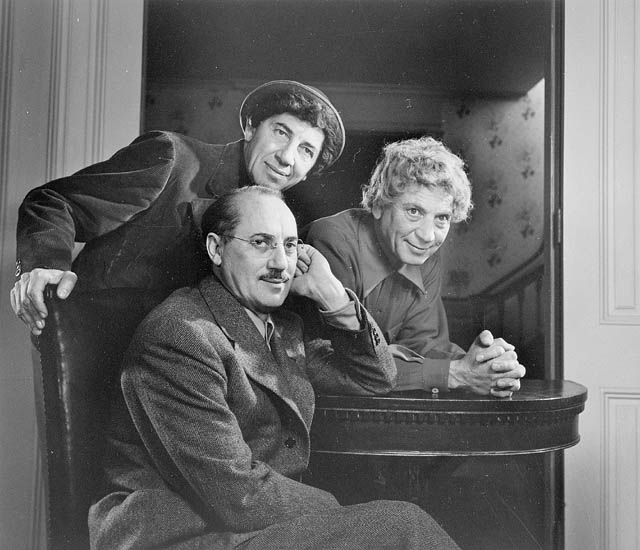
Троє братів Маркс 1948 р.

Брати́ Маркс — американські актори-коміки, п'ять братів, що виступали у водевілі, театрі, кіно й на телебаченні, спеціалізувалися на «комедії абсурду» — з набором бійок, ляпасів, флірту і «метання тортів».
Сини єврейських емігрантів, брати грали в водевілях і театральних постановках, але світову популярність здобули завдяки кінематографу. Братів Марксів ставлять в один ряд з такими зірками німих комедій, як Чарлі Чаплін і Бастер Кітон.

## Брати
У ранніх фільмах брали участь четверо братів з п'яти: Чико, Гарпо, Граучо і Зепп. З 1935 року Зепп припинив зйомки в кінофільмах.
Гуммо брав участь тільки в сценічних постановках групи, але в кіно не знімався.
- Леонард «Чико» (22 березня 1887 — 11 жовтня 1961);
- Артур (Адольф), «мовчазний Гарпо» (від арфи, на якій він грав), (23 листопада 1888 — 28 вересня 1964);
- Юліус Генрі «Граучо» (за його характером) (2 жовтня 1890 — 19 серпня 1977);
- Мільтон «Гаммо» (від його гумового взуття, калош) (23 жовтня 1893 — 21 квітня 1977), залишив групу до зйомок;
- Герберт «Зеппо» (народився в часи перших дирижаблів) (25 лютого 1901 — 30 листопада 1979), брав участь у групі до 1935 року.

Був у родині Маркс і ще один хлопчик, Менфред, який помер, не доживши і до року. Наявність шостого брата не раз ставало темою суперечок — деякі запевняли, що померлий в дитинстві Менні — красивий міф сім'ї Маркс, однак перевірка цього факту підтвердила, що Менфред дійсно з'явився на світ в 1886 році і помер 17 липня 1886.

## Життєпис

### Дитинство
Їх було п'ятеро, народилися вони в Нью-Йорку, в сім'ї єврейських емігрантів, вихідців з Німеччини й Франції. Сім'я жила у Верхньому Іст-Сайді (Мангеттен), в оточенні ірландського, німецького та італійського кварталів, і не могла похвалитися особливо високим рівнем життя. Батько їх, Саймон Маркс, виходець з Ельзасу, працював кравцем. Насправді його звали Самуель Маркс або під кличкою «Француз». Мати, Мінні Шенберг, була родом з Дорнума, Східна Фризія.
Брати з раннього дитинства проявили дивовижні виконавські та художні таланти — Гарпо практично був мультиінструменталістом, граючи на шести музичних інструментах; Чико був прекрасним піаністом; Граучо грав на гітарі і співав; Зепп також був гітаристом, а Гаммо співав.
Незабаром з'явився сімейний ансамбль Маркс під назвою «The Six Mascots», в якому окрім братів брали участь їхня мати і тітка.

### Кар'єра в кіно
Наприкінці 1920-х публіка побачила братів у кіно — так, одним з перших їхніх фільмів стала комедія Кокосові горішки, випущена на Paramount Pictures.
Примітно, що одночасно з братами Маркс виступав і великий комік всіх часів Чарлі Чаплін, конкурувати з яким було, м'яко кажучи, дуже і дуже складно. Однак, братам Маркс це прекрасно вдавалося — тоді як Чаплін придумав свій незабутній образ «маленького, смішного чоловічка», Маркс створили на екрані абсолютно сюрреалістичну атмосферу «безбашеності». Вони були виняткові, створюючи абсурдні ситуації, а після викручуючись з них, в той же самий час створюючи ще більш ідіотські ситуації. Комедія абсурду, яку демонстрували брати, перевершувала всі мислимі межі — жодних жанрових або стандартних жартів у коміків не було і бути не могло — вони забиралися все далі в нетрі безглуздостей, тим самим доводячи публіку до істеричного реготу.
У 1940-х квінтет почав потихеньку розпадатися — кожен з братів вирішив йти далі своєю дорогою.
До речі, найбільше успіху досяг в кар'єрному плані Граучо — в 1950-х він вів дуже популярну телевізійну гру; крім того, він зіграв у кінофільмах і написав кілька книг, в тому числі «Граучо і я» («Groucho and Me»).
Автобіографія Гарпо вийшла в 1961-му і називалася «Гарпо заговорив!» («Harpo Speaks!»).

### Смерть
Відомо, що всі троє старших братів Маркс померли в Нью-Йорку. Чико — 11 жовтня 1961 року, Гарпо — 28 вересня 1964-го, а Граучо — 19 серпня 1977 року.
21 квітня 1977 не стало Гамма, а 30 листопада 1979 пішов з життя Зепп, останній з братів великої комічної сім'ї.

## Фільмографія
| Рік       | Оригінальна назва                                                           | Українська назва                | У ролях                                                                         |
| --------- | --------------------------------------------------------------------------- | ------------------------------- | ------------------------------------------------------------------------------- |
| 1929      | The Cocoanuts                                                               | Кокосові горішки                | Зеппо, Граучо, Гарпо, Чико                                                      |
| 1930      | Animal Crackers                                                             | Знищувачі тварин                | Граучо, Гарпо, Чико, Зеппо                                                      |
| 1931      | Monkey Business                                                             | Безглузда робота                | Граучо, Гарпо, Чико, Зеппо                                                      |
| 1932      | Horse Feathers                                                              | Кінне пір'я                     | Граучо, Гарпо, Чико, Зеппо                                                      |
| 1933      | Duck Soup                                                                   | Качиний суп                     | Граучо, Гарпо, Чико, Зеппо                                                      |
| 1935      | A Night at the Opera                                                        | Ніч в опері                     | Граучо, Чико, Гарпо                                                             |
| 1937      | A Day at the Races                                                          | День на скачках                 | Граучо, Чико, Гарпо                                                             |
| 1938      | Room Service                                                                | Обслуговування номерів          | Граучо, Чико, Гарпо                                                             |
| 1939      | At the Circus                                                               | В цирку                         | Граучо, Чико, Гарпо                                                             |
| 1940      | Go West                                                                     | На Захід                        | Граучо, Чико, Гарпо                                                             |
| 1941      | The Big Store                                                               | Універмаг                       | Граучо, Чико, Гарпо                                                             |
| 1946      | A Night in Casablanca                                                       | Ніч в Касабланці                | Граучо, Чико, Гарпо                                                             |
| 1949      | Love Happy                                                                  | Щаслива любов                   | Гарпо, Чіико, Граучо                                                            |
| 1950—1961 | You Bet Your Life                                                           | Ставка — життя (телесеріал)     | Граучо (153 серії, 1950–1961), Чико (3 серії, 1957), Гарпо (3 серії, 1957–1961) |
| 1959      | The Incredible Jewel Robbery (епізод телесеріалу «General Electric Theater» | Неймовірне викрадення діамантів | Гарпо, Чико                                                                     |

## Цікаві факти
- У документальному фільмі «Кіногід збоченця» Славой Жижек зіставляє амплуа трьох братів Маркс зі структурою особистості за Фройдом: Граучо — Над-я, Чико — Я, Гарпо — Воно.
- Короткий опис характерів їх героїв: Чико — простак, Граучо — шахрай, Гарпо — хуліган, Зепп — красунчик.
- Дізнавшись про переліт Гесса, Вінстон Черчилль визнав це настільки абсурдним, що, за деякими свідченнями, заявив: «Гесс чи не Гесс, а я піду дивитися Братів Маркс».
- Британська рок-група Queen назвала два своїх музичних альбоми на честь фільмів Братів Маркс: «A night at the opera» (1975) і «A day at the races» (1976).